# Hugo Sánchez
Hugo Sánchez Márquez (sinh 11 tháng 7 năm 1958), biệt hiệu Pentapichichi và Hugol, là huấn luyện viên và cựu cầu thủ bóng đá người México, chơi ở vị trí tiền đạo. Ông đã chơi cho 4 câu lạc bộ bóng đá châu Âu, trong đó có Real Madrid. Là một thành viên của đội tuyển Mexico, ông đã tham gia World Cup 3 lần.
Sánchez đã chơi 12 mùa giải ở giải vô địch bóng đá Tây Ban Nha Primera División và là cầu thủ ghi nhiều bàn thắng thứ hai trong lịch sử giải đấu . Ông đã 5 lần danh hiệu Vua phá lưới ở La Liga. Sánchez khoác áo đội tuyển Mexico trong 17 năm và tham gia vào các 3 kì World Cup 1978, 1986 và 1994. Ông cũng từng đoạt danh hiệu Chiếc giày vàng châu Âu.
Sau khi dẫn dắt UNAM Pumas giành 2 chức vô địch quốc gia, cùng với một thời gian ngắn huấn luyện Necaxa (cả hai câu lạc bộ thi đấu tại Giải vô địch bóng đá Mexico), Sánchez được bổ nhiệm làm huấn luyện viên trưởng đội tuyển Mexico, với mục tiêu lọt vào vòng chung kết World Cup 2010.
Năm 1999, IFFHS xếp Sánchez là cầu thủ xuất sắc thứ 26 của thế kỷ 20, và là cầu thủ xuất sắc nhất của khu vực Bắc Mỹ, Trung Mỹ và vùng Caribbe.

## Khởi nghiệp
Sánchez sinh ra ở Thành phố México. Thời thanh thiếu niên, Sánchez chơi cho Đội tuyển bóng đá quốc gia Mexico tại Đại hội Thể thao Liên châu Mỹ 1975 và Thế vận hội Mùa hè 1976. Ông đã có mặt ở trên 80 giải đấu quốc tế. Ông bắt đầu cuộc đời cầu thủ chuyên nghiệp với câu lạc bộ UNAM, năm 1981 anh được bán cho Atlético de Madrid rồi chuyển sang Real Madrid.

## Danh hiệu

### Cầu thủ
UNAM
- Primera División: 1976–77, 1980–81
- CONCACAF Champions' Cup: 1980
- Copa Interamericana: 1980

Atlético Madrid
- Copa del Rey: 1984–85

Real Madrid
- La Liga: 1985–86, 1986–87, 1987–88, 1988–89, 1989–90
- Supercopa de España: 1988, 1989, 1990
- Copa del Rey: 1988–89
- UEFA Cup: 1985–86

América
- CONCACAF Champions' Cup: 1992

Linz
- First League: 1995–96

Đội tuyển Mexico
- Pan American Games: 1975
- CONCACAF Gold Cup: 1977

### Huấn luyện viên
UNAM
- Primera División: Clausura 2004, Apertura 2004
- Campeón de Campeones: 2004
- Trofeo Santiago Bernabeu: 2004

Mexico
- CONCACAF Gold Cup Á quân: 2007
- Copa América Hạng ba: 2007